# Kinds och Redvägs domsagas valkrets
Kinds och Redvägs domsagas valkrets var vid svenska riksdagsvalen till andra kammaren 1893 och 1908 en egen valkrets med ett mandat. Valkretsen, som bildades genom sammanslagning av Kinds härads valkrets och Redvägs härads valkrets, delades på nytt i valet 1896 för att sedan återförenas i valet 1908. Vid införandet av proportionellt valsystem avskaffades valkretsen och uppgick i Älvsborgs läns södra valkrets.

## Riksdagsman
- Oskar Nylander, nya lmp 1894, lmp 1895–1896 (1894–1896)

Var 1897–1908 delad i Kinds härads valkrets och Redvägs härads valkrets
- Oskar Nylander, lmp (1909–1911)